# Nachal Likit
Nachal Likit (hebrejsky נחל ליקית) je vádí v jižním Izraeli, v severní části Negevské pouště.
Začíná v nadmořské výšce přes 400 metrů, ve vrchovině Giv'ot Lahav východně od beduínského města Lakija. Směřuje k jihu skrz město Lakija a pokračuje dál krajinou podél údolí Bik'at Chatil, které díky soustavné kultivaci ztratilo pouštní charakter. Poblíž beduínské vesnice Um Batin, nedaleko tělesa dálnice číslo 60, severovýchodně od města Omer ústí zleva do vádí Nachal Roš, které krátce poté samo ústí do vádí Nachal Chevron.